# Frontière entre l'Éthiopie et le Soudan du Sud

La frontière entre l'Éthiopie et le Soudan du Sud sépare l'Éthiopie et le Soudan du Sud. Elle est créée en 2011 à l'accession de l'indépendance de ce dernier État vis-à-vis du Soudan. Elle reprend la partie méridionale du tracé de la frontière soudano-éthiopienne, à partir des environs de la localité éthiopienne de Begi, jusqu'au sud dans le triangle d'Ilemi.